# Швайгерн
Швайгерн (нем. Schwaigern) — город в Германии, в земле Баден-Вюртемберг. 
Подчинён административному округу Штутгарт. Входит в состав района Хайльбронн.  Население составляет 11 019 человек (на 31 декабря 2010 года). Занимает площадь 49,50 км². Официальный код  —  08 1 25 086.
Город подразделяется на 4 городских района.

## Фотографии

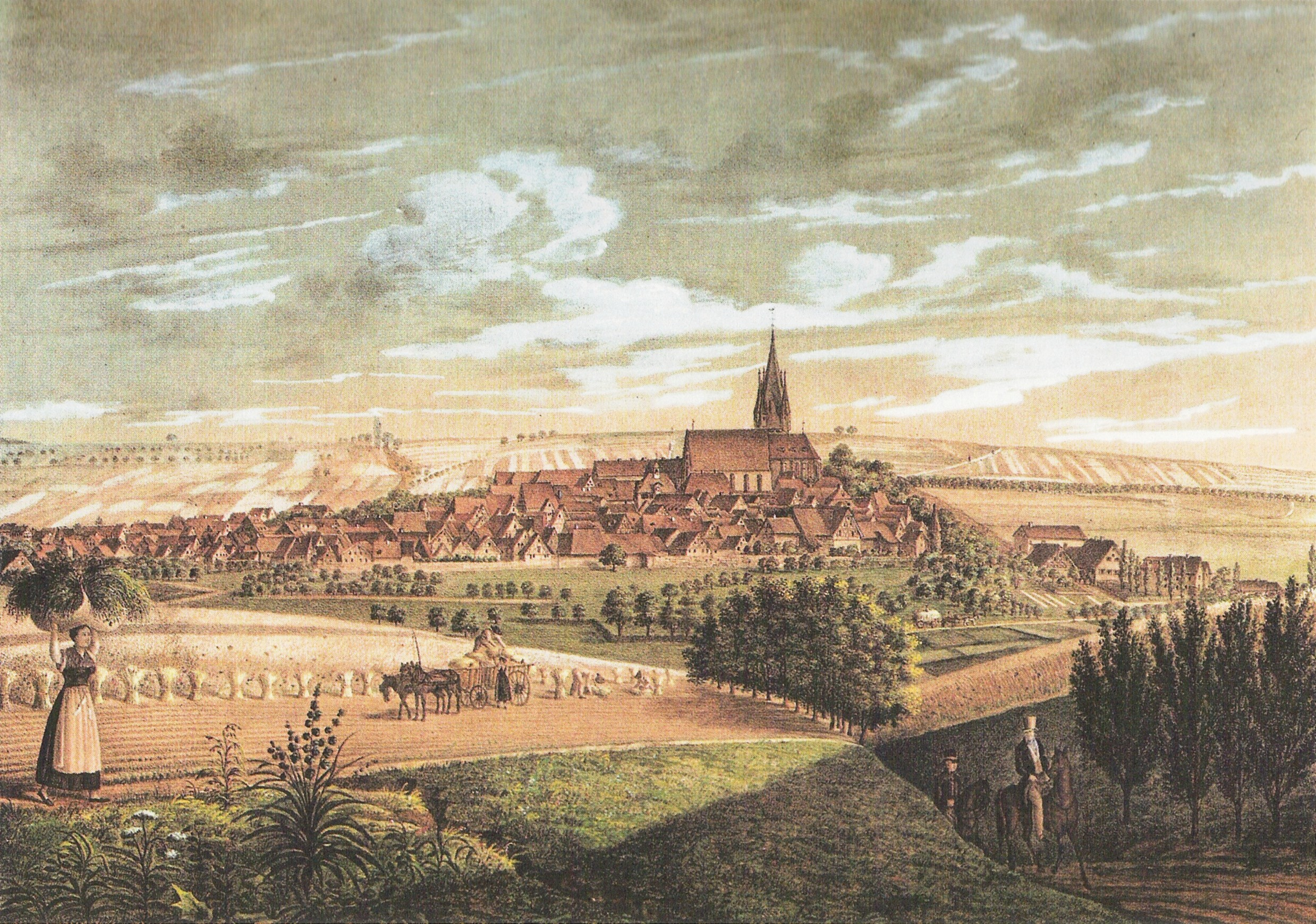
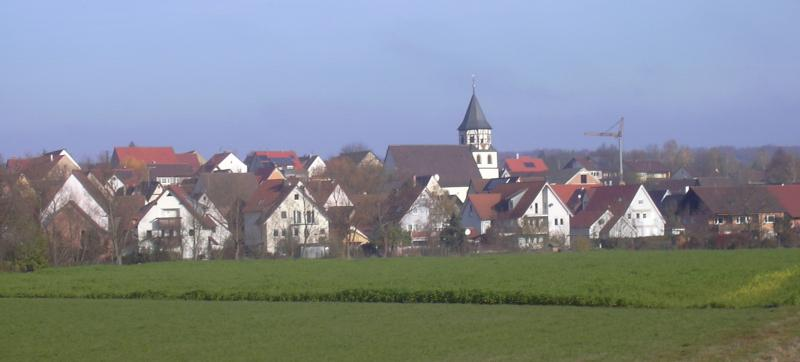
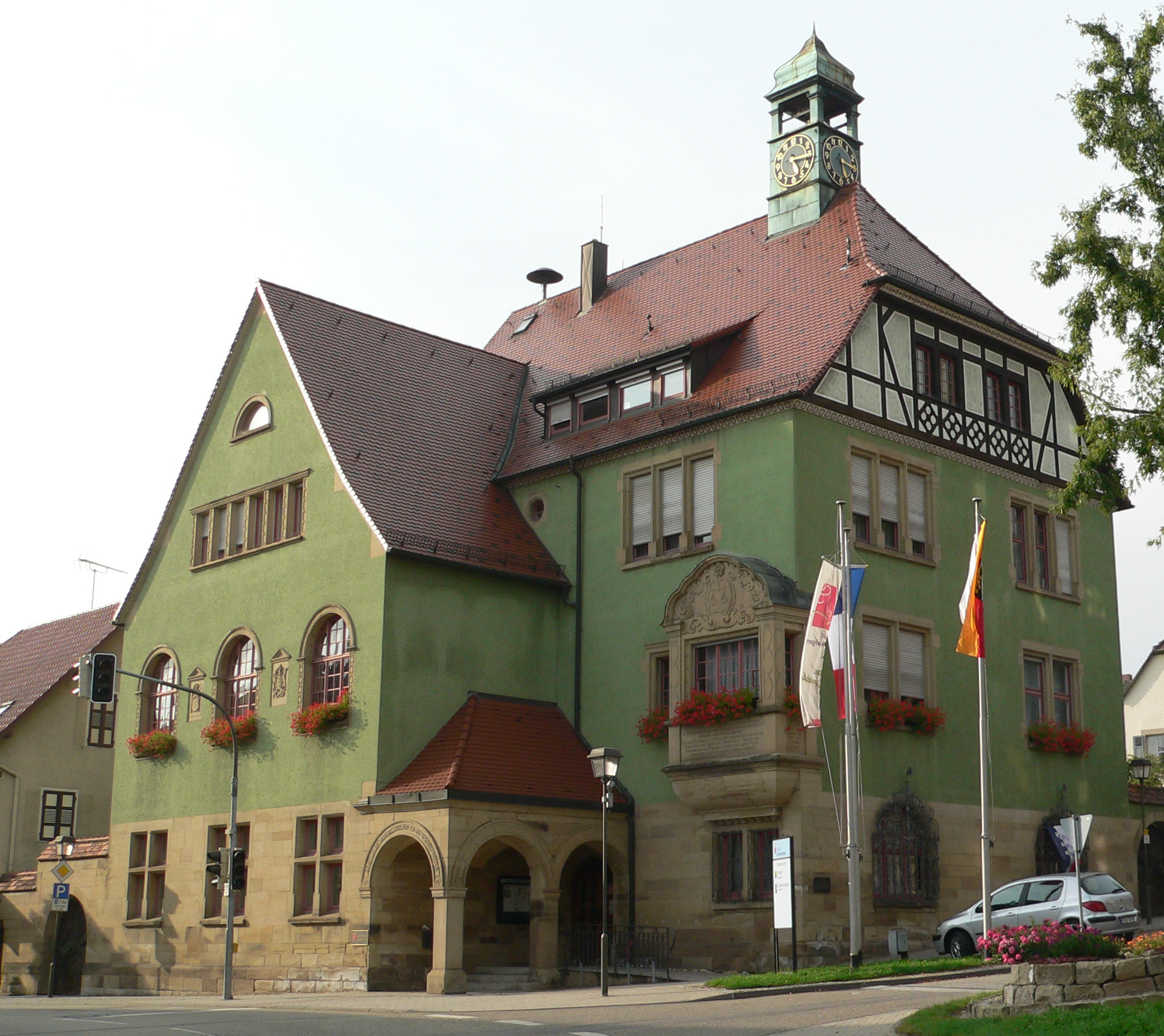
Ратуша
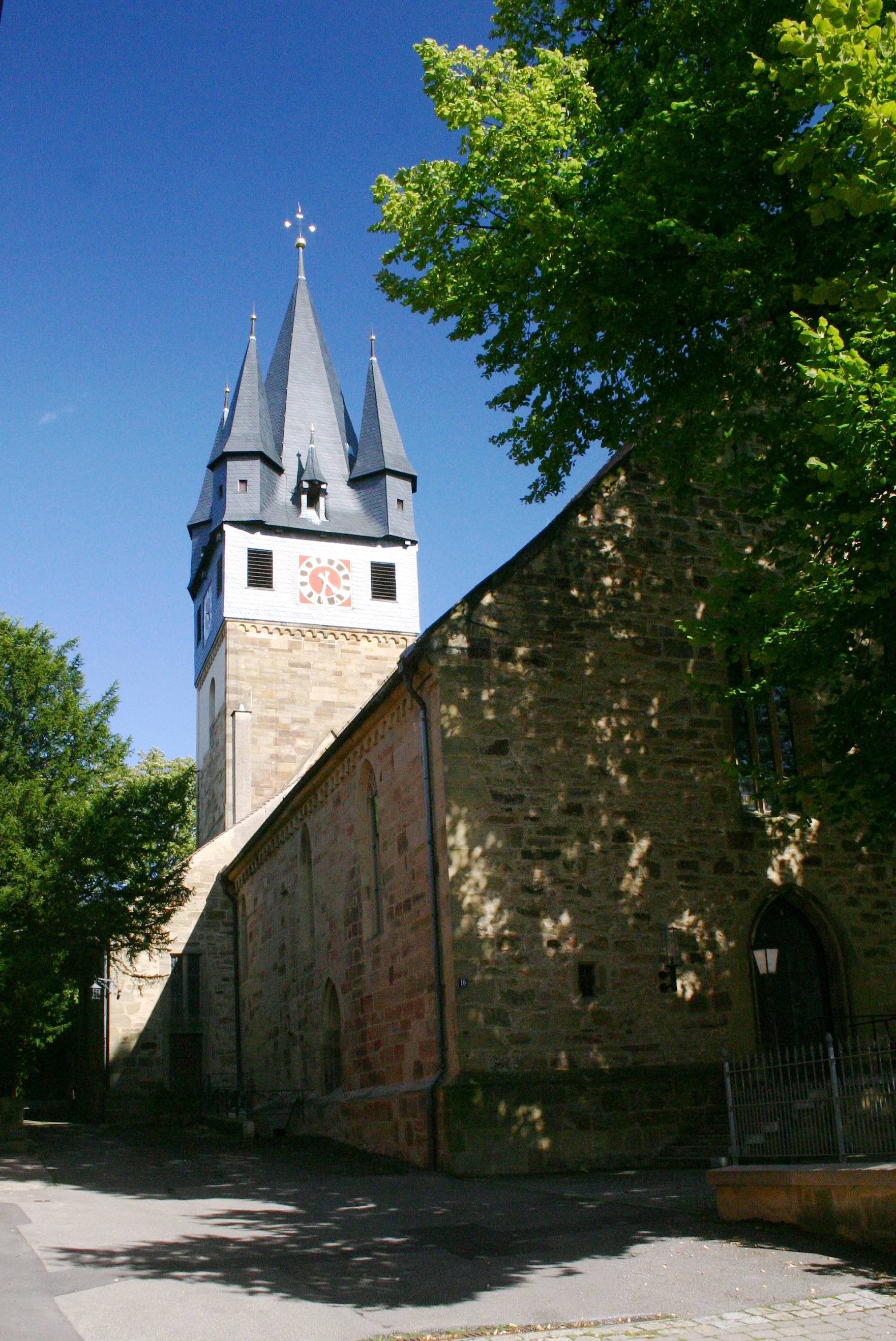
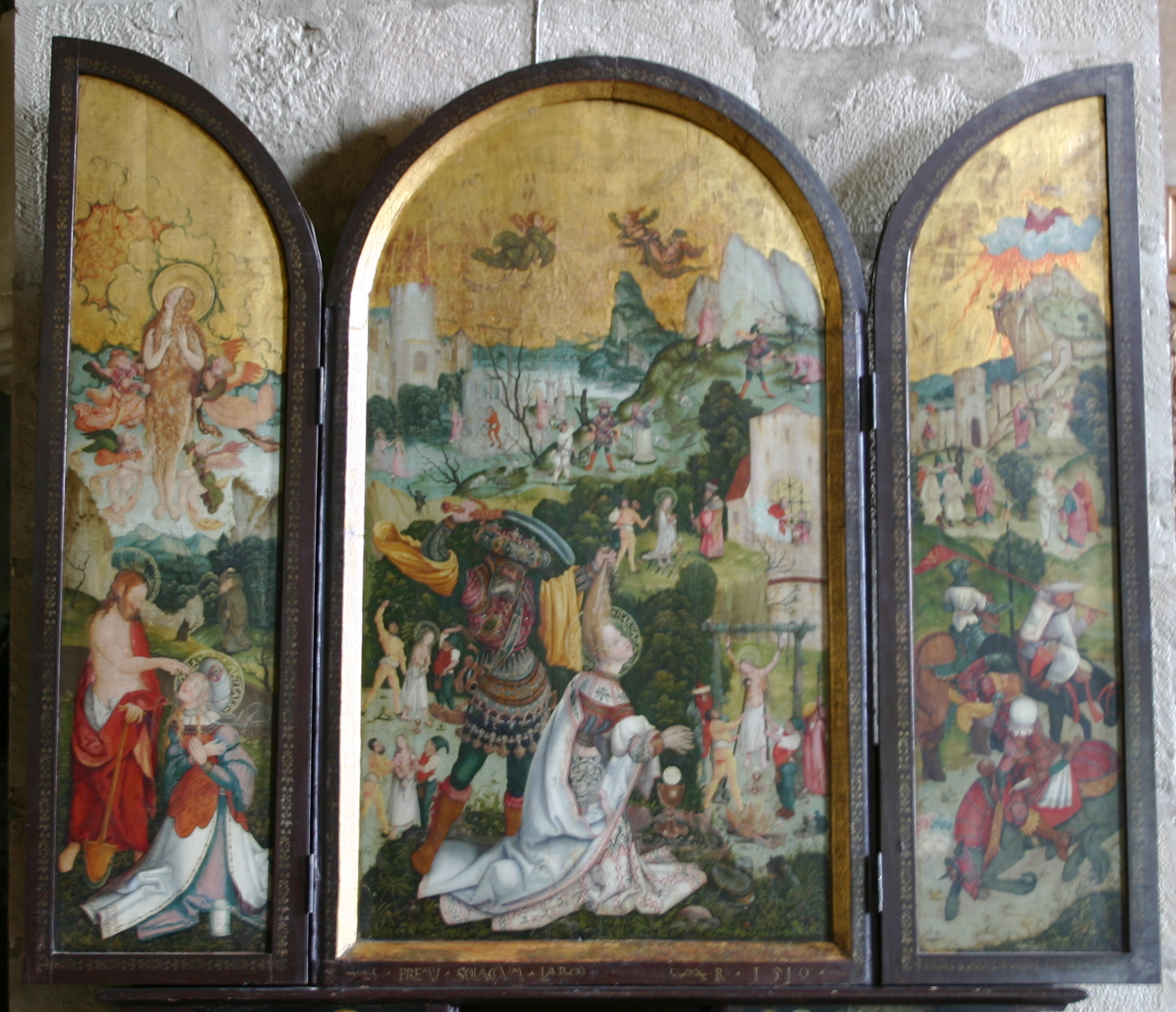
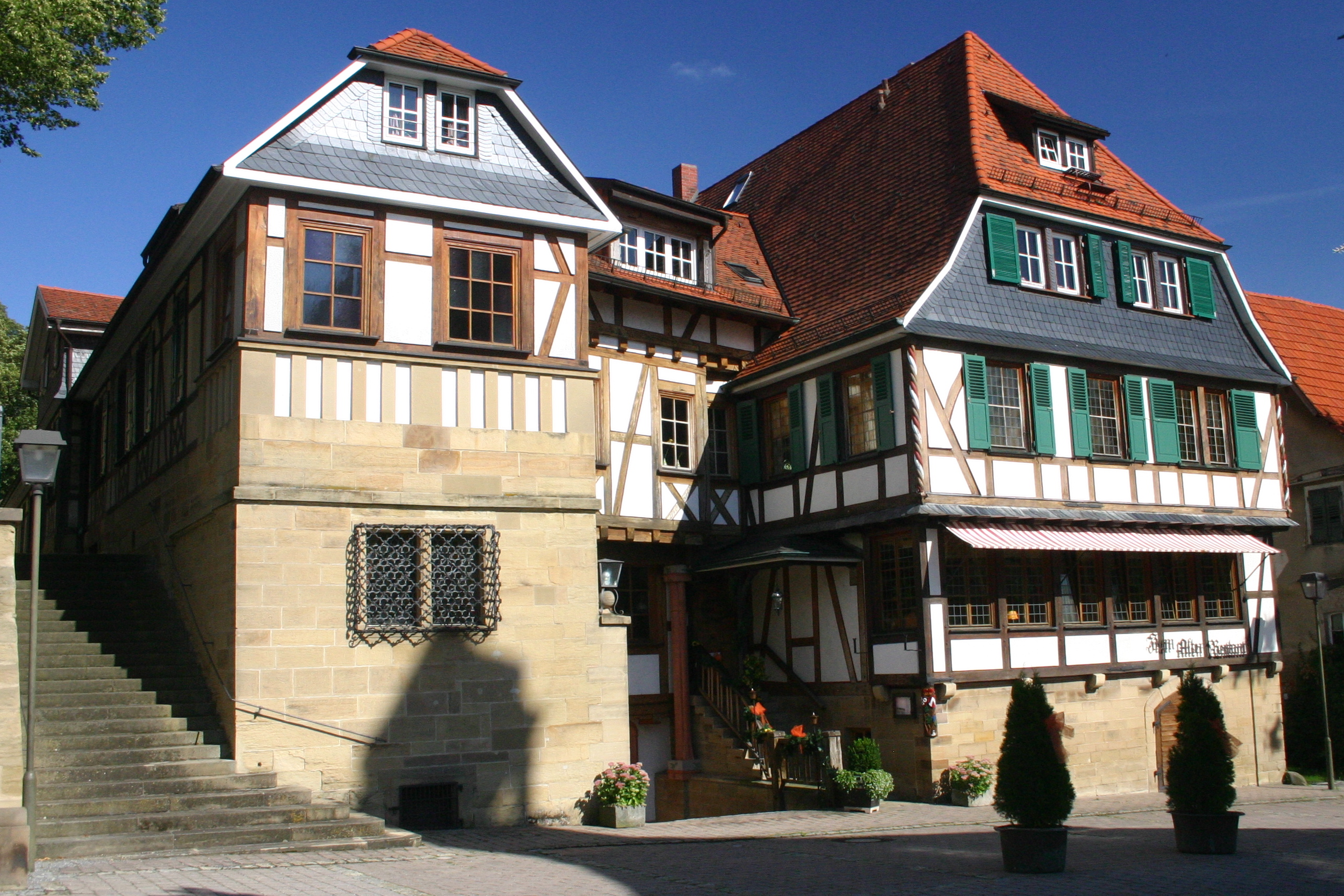
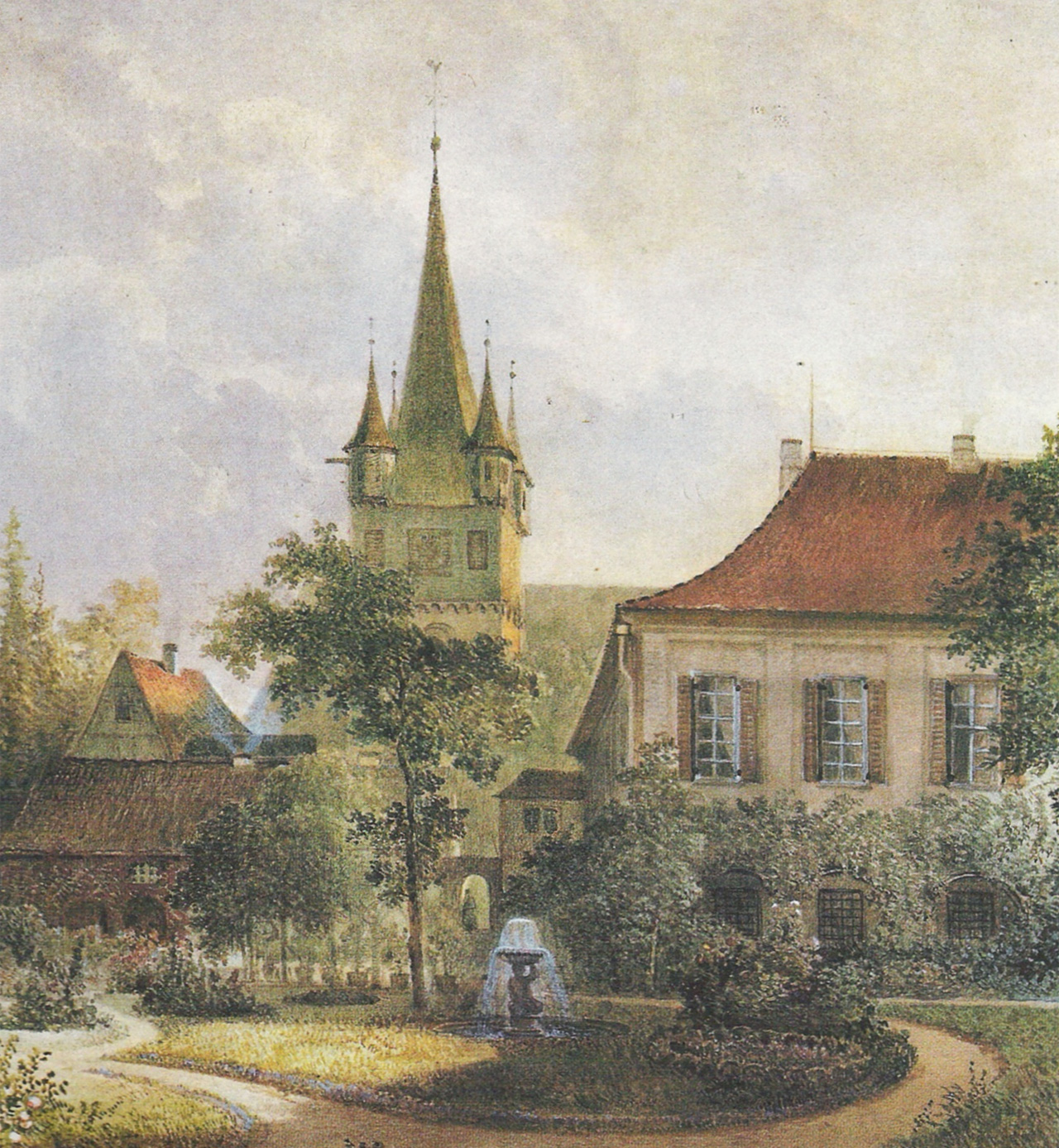
Замок
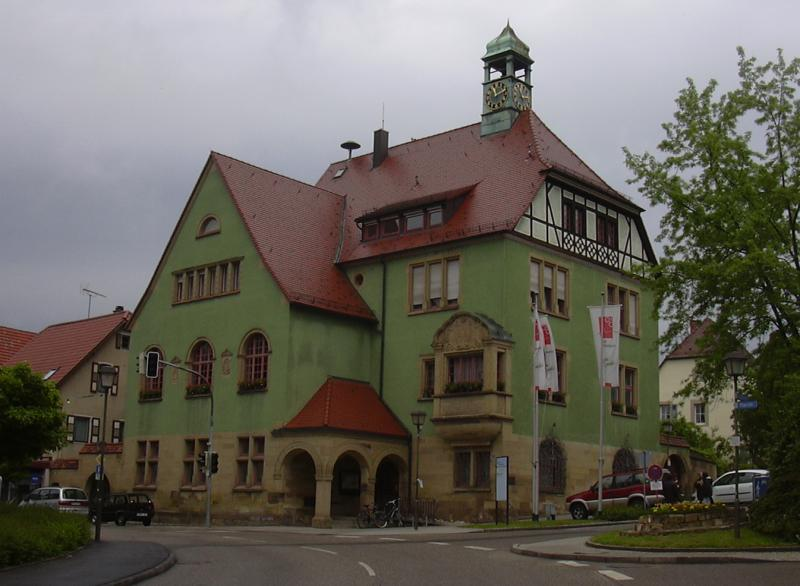
Ратуша
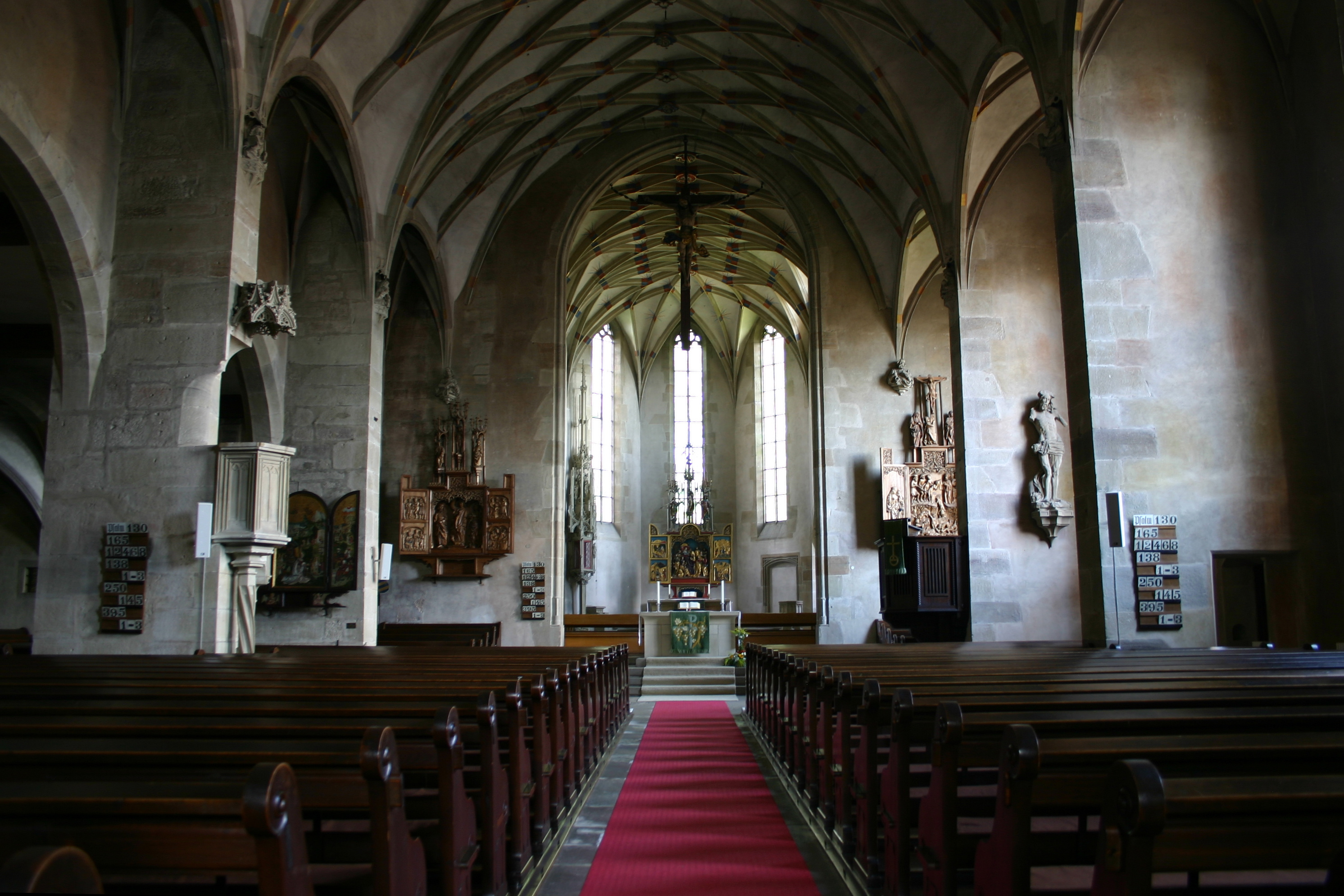
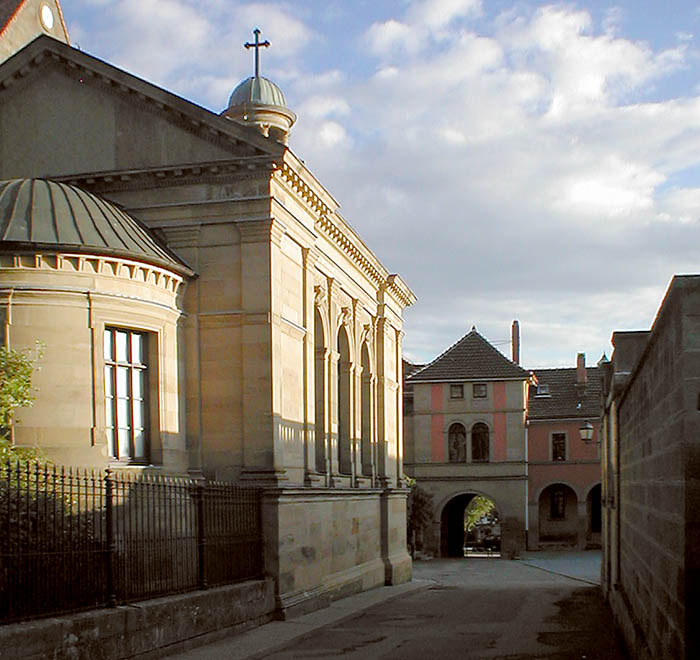
Замок
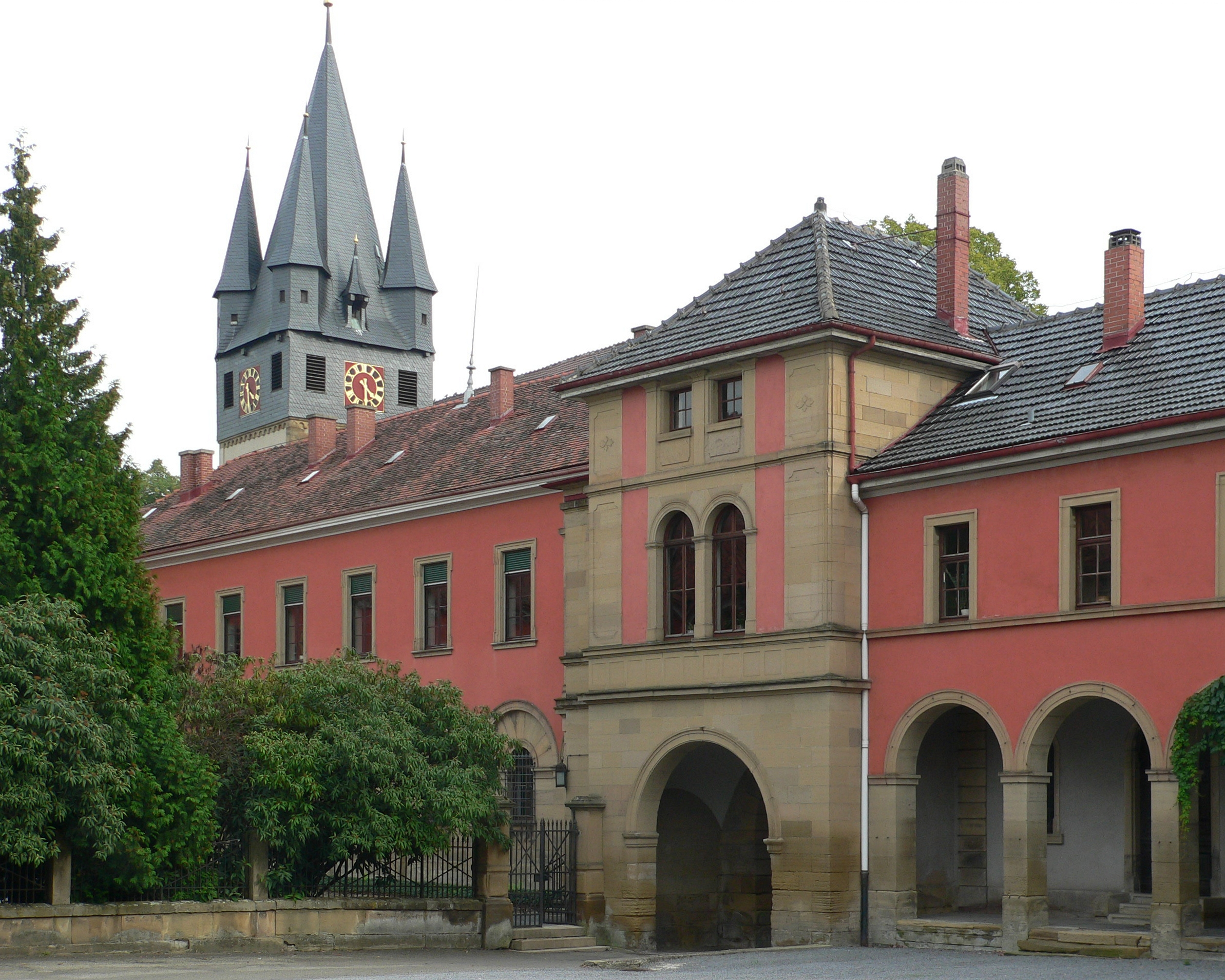
Замок
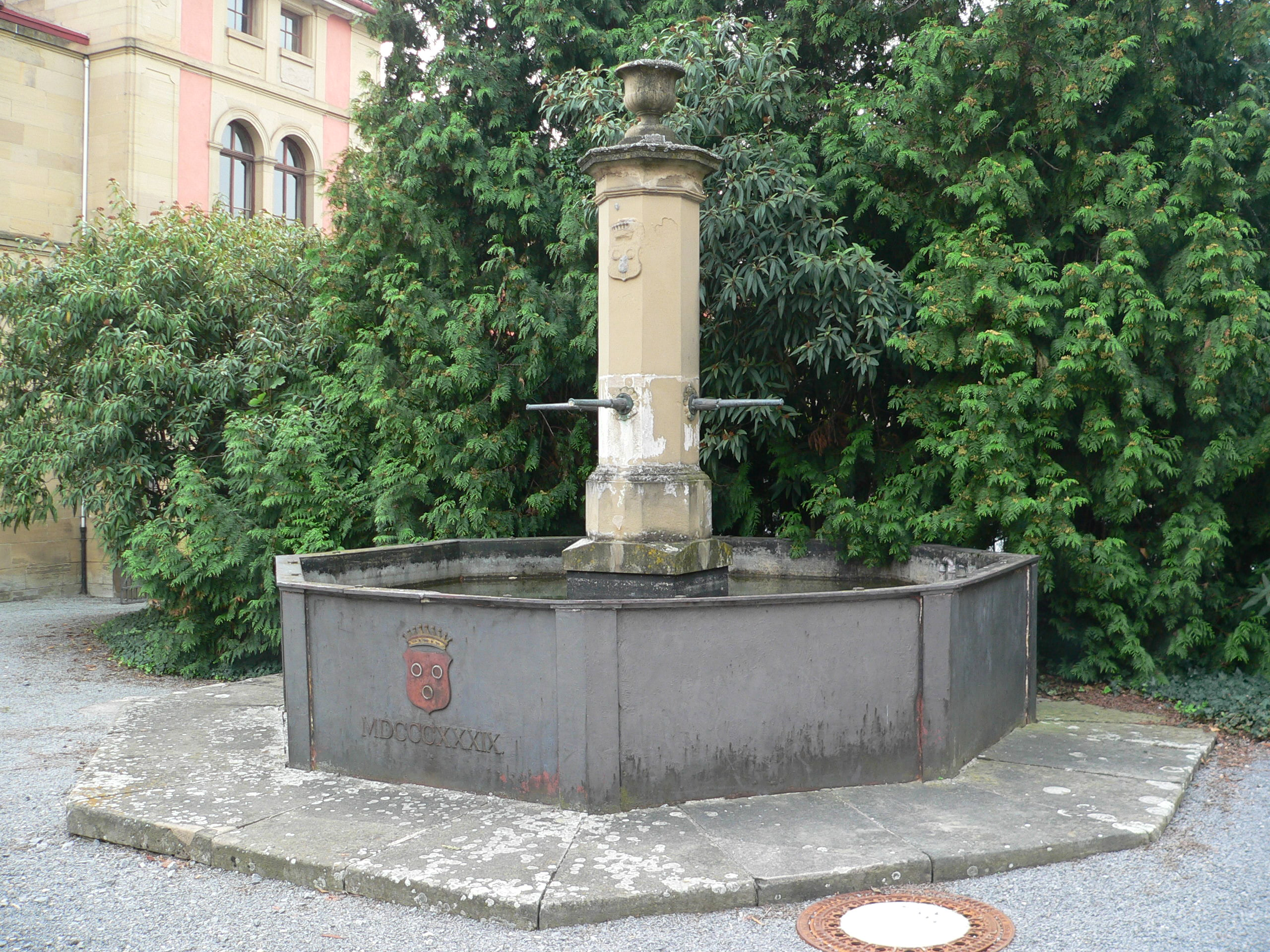
Замок
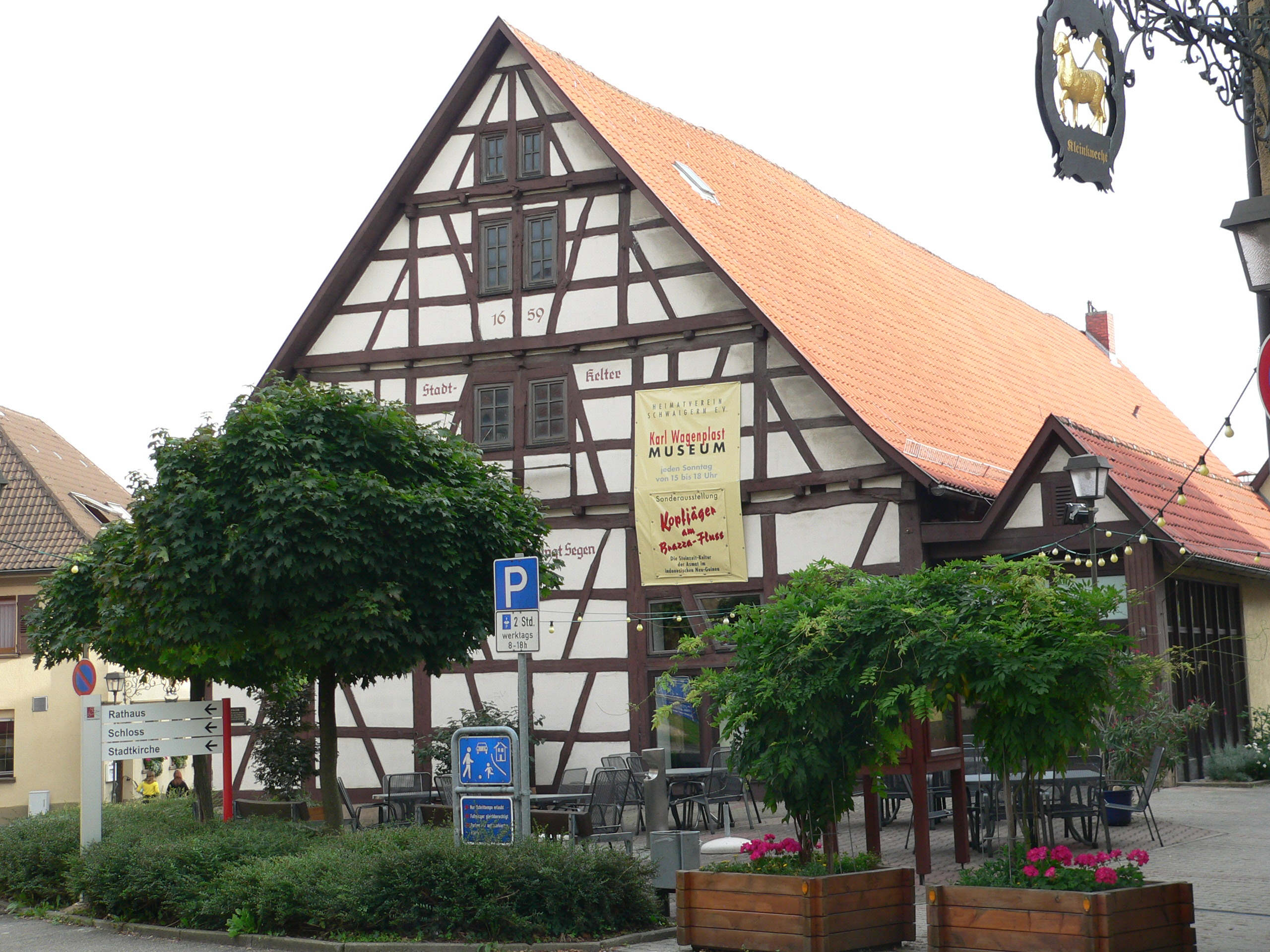
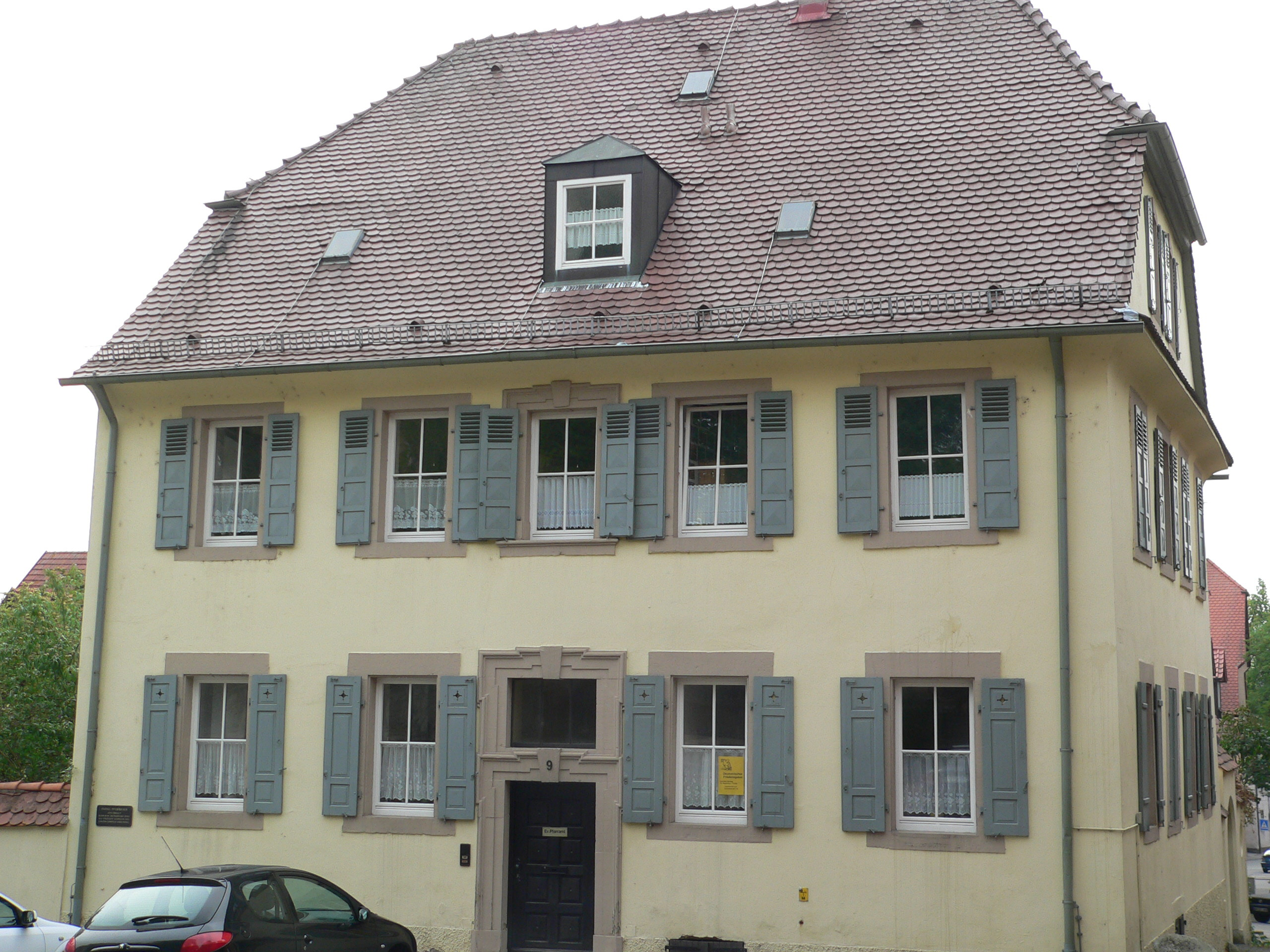
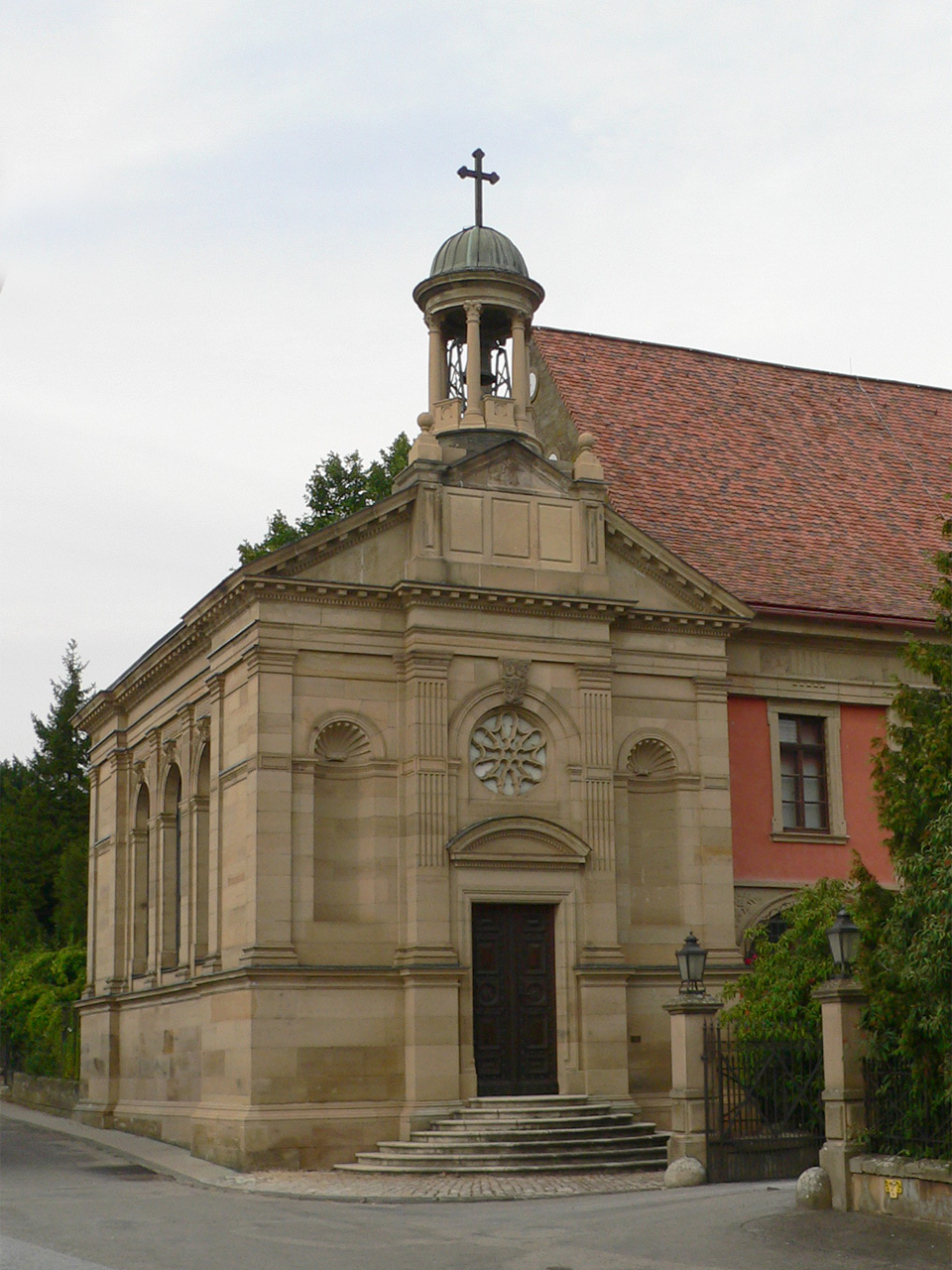
Замок
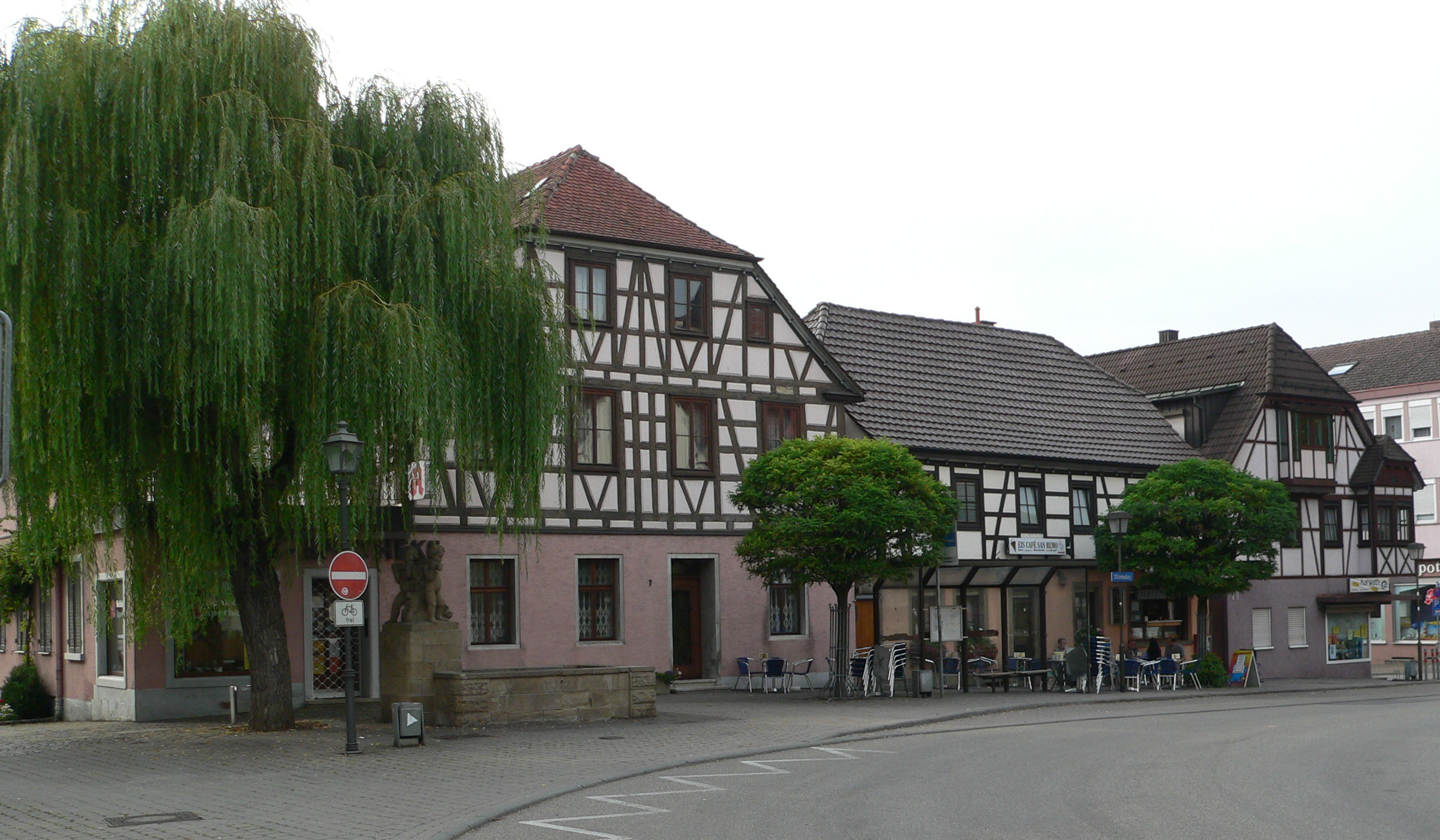
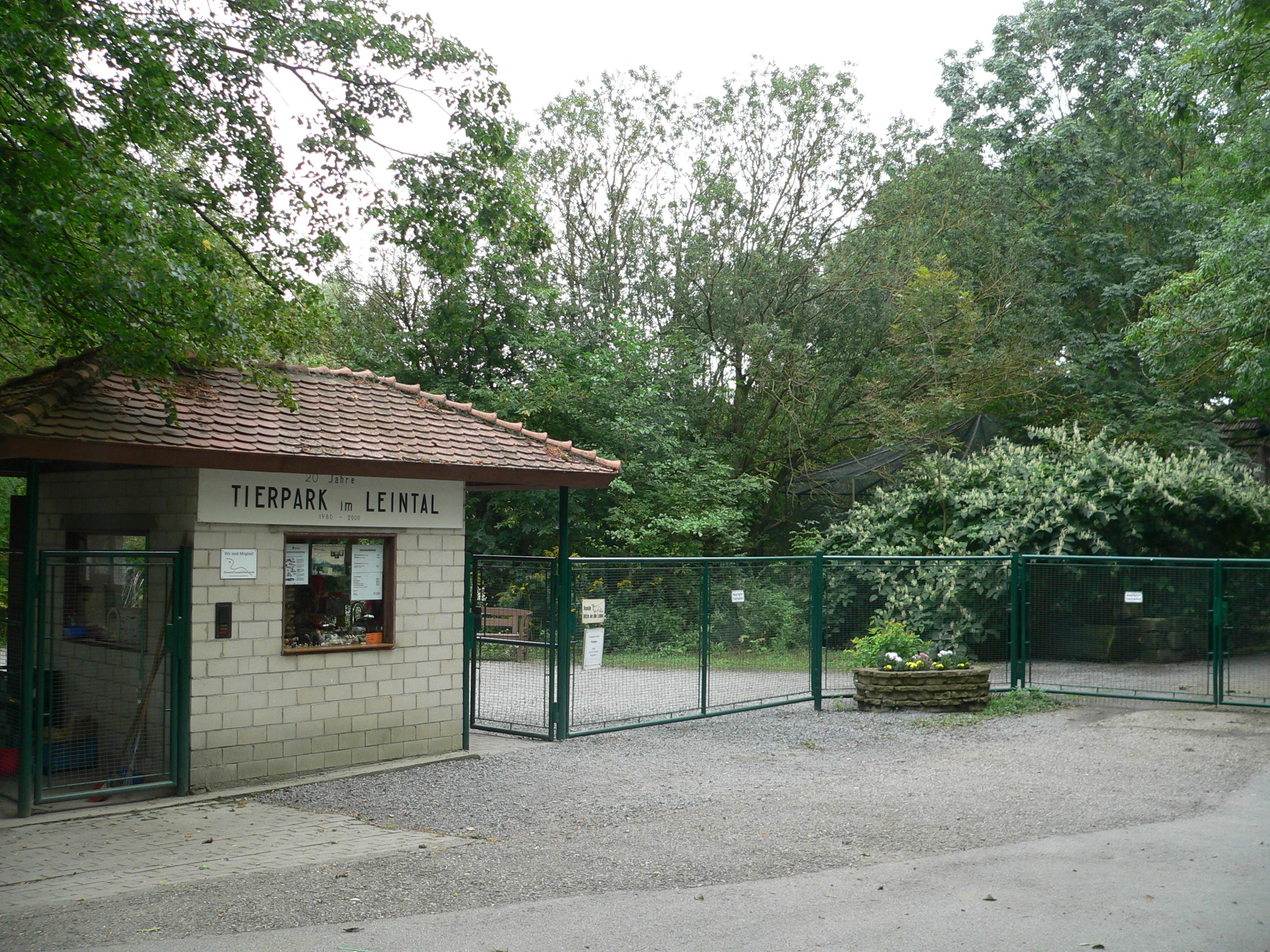